# Nationale 1 2009-2010 (hockey su pista)
Il Nationale 1 2009-2010 è stata la 94ª edizione del torneo di primo livello del campionato francese di hockey su pista; fu disputato dal 10 ottobre 2009 al 29 maggio 2010. Il titolo fu conquistato dal Coutras, al suo quindicesimo titolo.

## Stagione

### Formula
Il Nationale 1 2009-2010 vide ai nastri di partenza dodici club; la manifestazione fu organizzata con un girone all'italiana, con gare di andata e ritorno per un totale di ventidue giornate: erano assegnati tre punti per l'incontro vinto, due punti a testa per l'incontro pareggiato e uno per la sconfitta. Al termine della stagione regolare la vincitrice venne proclamata campione di Francia. Le squadre classificate dall'undicesimo al dodicesimo posto retrocedettero direttamente in Nationale 2, il secondo livello del campionato.

## Classifica finale
|                    | Pos. | Squadra         | Pt | G  | V  | N | P  | GF  | GS  | DR  |
| ------------------ | ---- | --------------- | -- | -- | -- | - | -- | --- | --- | --- |
| Francia (bandiera) | 1.   | Coutras         | 59 | 22 | 18 | 1 | 3  | 108 | 70  | +38 |
|                    | 2.   | Quévert         | 56 | 22 | 16 | 2 | 4  | 97  | 58  | +39 |
|                    | 3.   | SCRA Saint-Omer | 55 | 22 | 15 | 3 | 4  | 90  | 51  | +39 |
|                    | 4.   | La Vendéenne    | 50 | 22 | 13 | 2 | 7  | 79  | 48  | +31 |
|                    | 5.   | Mérignac        | 49 | 22 | 12 | 3 | 7  | 93  | 85  | +8  |
|                    | 6.   | Saint-Brieuc    | 42 | 22 | 7  | 6 | 9  | 74  | 87  | -13 |
|                    | 7.   | Ploufragan      | 41 | 22 | 9  | 1 | 12 | 78  | 100 | -22 |
|                    | 8.   | Biarritz        | 39 | 22 | 7  | 3 | 12 | 77  | 103 | -26 |
|                    | 9.   | Vaulx-en-Velin  | 38 | 22 | 7  | 2 | 13 | 53  | 65  | -12 |
|                    | 10.  | Noisy-le-Grand  | 36 | 22 | 6  | 2 | 14 | 85  | 99  | -14 |
|                    | 11.  | Lione           | 34 | 22 | 4  | 4 | 14 | 71  | 101 | -30 |
|                    | 12.  | Nantes          | 29 | 22 | 3  | 1 | 18 | 63  | 106 | -43 |

Legenda:
  Vincitore della Coppa di Francia 2009-2010.
      Campione di Francia e ammessa all'Eurolega 2010-2011.
      Ammesse all'Eurolega 2010-2011.
      Ammesse alla Coppa CERS 2010-2011.
      Retrocesse in Nationale 2 2010-2011.
Note:
Tre punti a vittoria, due a pareggio, uno a sconfitta.